# Anna Murray-Douglass
Anna Murray-Douglass (Denton, c. 1813 — Washington, D.C., 4 de agosto de 1882) foi uma abolicionista estadunidense, participante da Underground Railroad, mais conhecida por ter sido a primeira esposa do líder negro Frederick Douglass.
Sua vida ilustra as dificuldades das mulheres que se casam com figuras públicas e famosas e acabam se distanciando do cônjuge.

## Biografia
Seus pais Mary e Bambarra eram escravos na zona rural do Condado de Caroline em Maryland que, pouco antes do seu nascimento foram alforriados, de forma que ela já nasceu livre apesar de viver num estado escravocrata.
Ela passou a viver em Baltimore onde cresceu, trabalhando como empregada doméstica. Ali conheceu, de forma que a história não registrou claramente como isto se deu, o jovem calafate Frederick Augustus Washington Bailey, ainda escravo e seis anos mais novo que ela, a quem facilitou a segunda e bem sucedida tentativa de fuga dando-lhe dinheiro para comprar a passagem de trem e um disfarce de marinheiro.
Assim que ele chegou a Nova Iorque ela foi para lá onde se encontraram e foram casados pelo célebre reverendo negro James William Charles Pennington, em 15 de setembro de 1838.
O casal então se mudou para uma comunidade Quaker em New Bedford onde adotaram o sobrenome Douglass e Frederick começou sua carreira como palestrante em defesa da abolição.
Os cinco filhos do casal — três meninos e duas meninas: Rosetta, Lewis, Frederick Jr., Charles e Annie — nasceram entre 1839 e 1849; em 1847 se mudaram para Rochester onde Frederick começou a publicar seu jornal abolicionista The North Star.
Anna foi-lhe sempre uma esposa fiel: trabalhava como empregada doméstica e cuidava dos filhos; contudo não se pode dizer que tinham um casamento feliz, pois ela não acompanhava o marido em sua trajetória: mesmo quando este recebia visitas ela se limitava a servir e cozinhar para os hóspedes e em seguida se retirava. Ele chegou a contratar-lhe um professor, mas Anna revelou-se incapaz de aprender, de forma que Frederick sempre se sentiu solitário em casa, com uma esposa que raramente participava da vida como ativista e um círculo cada vez maior de colegas abolicionistas brancos e negros, crescendo o abismo entre os dois.
Após a morte da filha mais nova, Annie em 1860, sua saúde começou a se deteriorar. Em 1877 o marido foi nomeado para cargos federais em Washington pelo presidente Hayes e com isto mudaram-se de forma definitiva para a capital a morar numa casa em Cedar Hill, apesar de o então subúrbio de Anacostia adotar medidas segregacionistas. Helen já se encontrava praticamente inválida.
Morreu em 4 de agosto de 1882 na casa de Cedar Hill, sendo contudo sepultada no Cemitério Mount Hope, em Rochester. Pouco mais de um ano e meio após seu falecimento Frederick contraiu novas núpcias com uma mulher branca, Helen Pitts, que era muito mais nova que ele e fora sua funcionária, gerando grande escândalo na sociedade americana que vedava as uniões inter-raciais.